# Jordania na letnich igrzyskach olimpijskich
Jordania wystartowała po raz pierwszy na letnich IO w 1980 roku na igrzyskach w Moskwie i od tamtej pory wystartowała na wszystkich letnich igrzyskach.

## Klasyfikacja medalowa
| Olimpiada           | Złoto | Srebro | Brąz | Razem |
| ------------------- | ----- | ------ | ---- | ----- |
| 1980 Moskwa         | 0     | 0      | 0    | 0     |
| 1984 Los Angeles    | 0     | 0      | 0    | 0     |
| 1988 Seul           | 0     | 0      | 0    | 0     |
| 1992 Barcelona      | 0     | 0      | 0    | 0     |
| 1996 Atlanta        | 0     | 0      | 0    | 0     |
| 2000 Sydney         | 0     | 0      | 0    | 0     |
| 2004 Ateny          | 0     | 0      | 0    | 0     |
| 2008 Pekin          | 0     | 0      | 0    | 0     |
| 2012 Londyn         | 0     | 0      | 0    | 0     |
| 2016 Rio de Janeiro | 1     | 0      | 0    | 1     |
| 2020 Tokio          | 0     | 1      | 1    | 2     |
| Razem               | 1     | 0      | 0    | 1     |

### Według dyscyplin
| Dyscyplina | Złoto | Srebro | Brąz | Razem |
| ---------- | ----- | ------ | ---- | ----- |
| Taekwondo  | 1     | 1      | 0    | 2     |
| Karate     | 0     | 0      | 1    | 1     |